# Stębnowanie

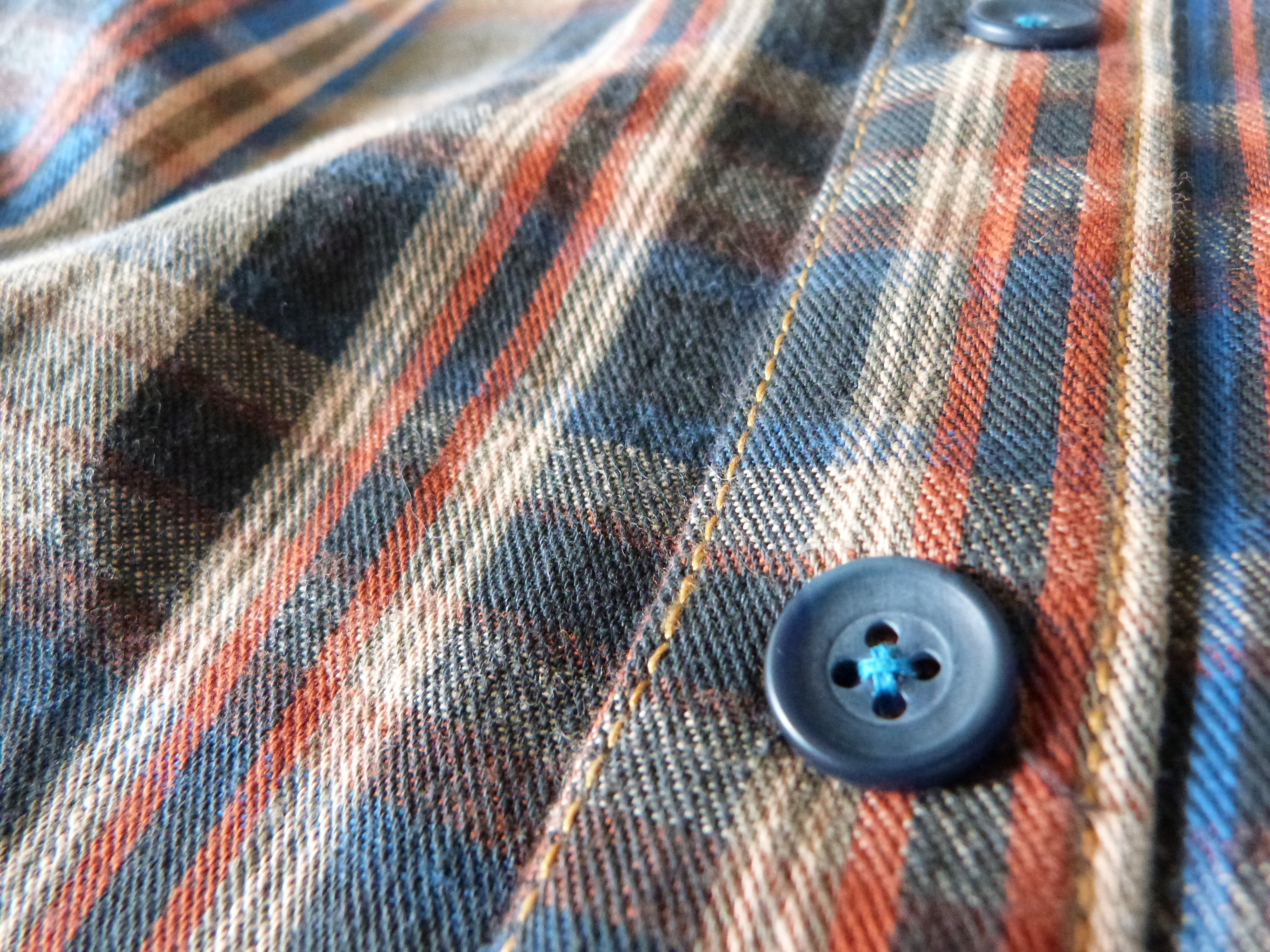
Koszula z guzikami i stębnowaniem

Stębnowanie (stebnowanie, stebnówka) jest to przeszycie ściegiem prostym po wierzchu materiału. Stębnowanie wykorzystuje się do wzmocnienia bocznych szwów jeansów, kieszeni, kołnierzyków, patek oraz obłożeń.  
Stębnowanie stosuje się najczęściej na krawędziach odzieży, takich jak dekolty i obszycia, gdzie pomaga pozostawić okładziny na miejscu i zapewnia ostry brzeg. Jednocześnie, przy zastosowaniu kontrastowej nici lub specjalnego ściegu, może stanowić dekorację (na przykład kieszeni jeansów). W przeciwnym razie stębnowanie zwykle wykonuje się za pomocą prostego ściegu z nitką pasującą do stębnowanego materiału. 